# Sinfo Radio
Sinfo Radio (inicialmente, Sinfo Radio Antena 3) fue una emisora de radio española propiedad del Grupo Prisa, que emitía música clásica. Emitió entre el 19 de junio de 1994 y el 29 de marzo de 2002.

## Historia
En la medianoche del sábado 18 al 19 de junio de 1994 comenzó a emitir a nivel nacional Sinfo Radio Antena 3, una cadena "radiofórmula" de música clásica que reemplazaba a la emisora convencional Antena 3 Radio.
La mayoría de su programación estaba constituida por programas de música clásica como Los números uno de los últimos 500 años o Ciclos, aunque también había espacio para el Jazz y el New Age en programas como Jazz de medianoche y Música Privada.

### Antenicidio
En 1992, Sinfo Radio Antena 3 fue fruto de la entrada del Grupo Prisa en el accionariado de la extinta cadena generalista Antena 3 Radio, cambiando así de dueño. Con la llegada del nuevo propietario, Antena 3 Radio dio un giro radical a su programación, propiciando la salida de antiguos periodistas de la emisora, lo que se conoció como el "Antenicidio".
En 1999 falleció Jorge de Antón, el director de la emisora musical desde sus inicios.

### Fin de emisiones
El 29 de marzo de 2002, Sinfo Radio Antena 3 dejó de emitir en FM y fue sustituida por diferentes emisoras del grupo Prisa Radio, mayoritariamente por Máxima FM. 
Durante unos años siguió emitiendo por Internet y satélite a través de Canal Satélite Digital, pero sin programas ni locutores, emitiendo tan solo algunas horas al día a modo de lista de reproducción de melodías clásicas hasta su desaparición total el 26 de octubre de 2012, cuando se reordenaron las emisoras de Prisa Radio y cesó definitivamente su emisión por los satélites SES Astra, Hispasat, por cable a través de Canal+, y en algunos pueblos, como en Daroca, en donde todavía emitía en FM de forma alegal.

## Programas de Sinfo Radio
| Programa                                | Conductor        | Temática                                                                               |
| --------------------------------------- | ---------------- | -------------------------------------------------------------------------------------- |
| Los números uno de los últimos 500 años | Varios           | Programa radiofórmula                                                                  |
| Clásicos a la carta                     |                  | Temas musicales seleccionados por los oyentes                                          |
| Noche de ópera                          | Gonzalo Alonso   | Las mejores obras del bel canto                                                        |
| Concierto nocturno                      |                  | Obras completas sin interrupción                                                       |
| Ciclos                                  | Máximo Pradera   | Monográficos sobre compositores, orquestas o directores                                |
| Música privada                          | Jorge Flo        | Repaso a temas de new age y música instrumental contemporánea                          |
| Jazzde medianoche                       | Rafael Fuentes   | Jazz tradicional y nuevas tendencias                                                   |
| Clásicos de nuestro tiempo              | Rafael Abitbol   | Temas que han sobrevivido al paso de los años                                          |
| Voces con swing y voces de oro          | José Luis Rubio  | Divos de la ópera interpretando canciones populares                                    |
| Clásicos y noticias                     | Varios           | Morning show que combina la música con información general, de bolsa, conciertos, etc. |
| Las novedades en Sinfo Radio            | Javier Bezos     | Presentación de novedades discográficas.                                               |
| Nombres propios                         | Roberto Portillo | Dedicado a compositores consagrados                                                    |